# Harold Faltermeyer
Harold Faltermeyer, nato Harald Faltermeier (Monaco di Baviera, 5 ottobre 1952), è un compositore e produttore discografico tedesco.

## Biografia
È conosciuto come uno dei più rappresentativi compositori di colonne sonore cinematografiche Synth pop degli anni ottanta. Fra le sue opere più conosciute si ricordano Axel F, il tema principale della trilogia Beverly Hills Cop e l'anthem del film Top Gun, entrambe oggetto di imitazioni e cover, ed entrambe di grande influenza sulle colonne sonore dei film successivi.
Come sessionman, arrangiatore e produttore, Faltermeyer ha lavorato con numerosi artisti internazionali, come Donna Summer, Miguel Bosé.
Ha vinto per due volte il Grammy Award: il primo nel 1986 come "Miglior album colonna sonora per un film" per Beverly Hills Cop; il secondo invece nel 1987 come "Migliore performance pop strumentale", insieme al chitarrista Steve Stevens per l'anthem di Top Gun.

## Discografia

### Colonne sonore, come compositore
- Didi - der Doppelgänger (1983) (con Arthur Lauber) (LP)
- Thief of Hearts (1984) (con Giorgio Moroder)
- Beverly Hills Cop (1984)
- Fletch - Un colpo da prima pagina (1985) (LP)
- Top Gun (1986) (con Giorgio Moroder)
- Fire And Ice / Feuer und Eis (1986) (con Hermann Weindorf, un brano)
- Fatal Beauty (1987) (un brano)
- Beverly Hills Cop II (1987) (un brano)
- L'implacabile (1987)
- Starlight Express (1987)
- Formel Eins / Formula One (1986)
- Blaues Blut / Blue Blood (1989) (con Hermann Weindorf)
- Tango & Cash (1989, released 2006)
- Fuoco, neve e dinamite (1990)
- Poliziotto in Blue Jeans (1992)
- White Magic (1994)
- Zeit der Sehnsucht (1994)
- Asterix conquista l'America (1994)
- Frankie (1995)
- Der König von St. Pauli (1997)
- Jack Orlando (1997) (Colonna sonora di videogioco)
- Wake Up (2002)
- Two Worlds (2007) (Collector's Edition di colonna sonora di videogioco)
- Poliziotti fuori - Due sbirri a piede libero (2010)

### Colonne sonore, come arrangiatore
- Fuga di mezzanotte (1978)
- A donne con gli amici (1980)
- American Gigolò (1980)

### Album, come compositore / produttore / arrangiatore / musicista / remixatore
- Amanda Lear: I am a Photograph (1977)
- Suzi Lane: Ooh, La, La (1978)
- Roberta Kelly: Gettin' The Spirit (1978)
- Dee D Jackson: Cosmic Curves (1978)
- Giorgio Moroder e Chris Bennett: Love's in You, Love's in Me (1978)
- Giorgio Moroder: Battlestar Galactica (1978)
- Janis Ian: Night Rains (1979)
- The Sylvers: Disco Fever (1979)
- The Three Degrees: Three D (1979)
- Donna Summer: Bad Girls (1979)
- Donna Summer: The Wanderer (1980)
- Sparks: Terminal Jive (1980)
- Giorgio Moroder: E=mc2 (1979)
- Donna Summer: I'm a Rainbow (1981, pubblicato nel 1996)
- Al Corley: Square Rooms (1984)
- Laura Branigan: Self Control (1984)
- Laura Branigan: Hold Me (1985)
- Richard T. Bear: The Runner (1985)
- Billy Idol: Whiplash Smile (1986)
- Donna Summer: All Systems Go (1987)
- Jennifer Rush: Heart Over Mind (1987)
- Jennifer Rush: Passion (1988)
- Pet Shop Boys: Behaviour (1990)
- Dominoe: The Key (1990)
- Chris Thompson: Beat of Love (1991)
- Falco: Jeanny (Remix) (1991)
- Falco: Emotional (Remix) (1991)
- Chaya: Here's to Miracles (1993)
- Marshall & Alexander: Marshall & Alexander (1998)
- Bonnie Tyler: All in One Voice (1999)

### Singoli selezionati, come compositore / arrangiatore / produttore
- Valerie Claire: I'm A Model (Tonight's The Night) (1984)
- Valerie Claire: Shoot Me Gino (1985)
- John Parr: Restless Heart (Running away with you) (1987) (non disponibile nella colonna sonora di Running Man)
- Kathy Joe Daylor: With Every Beat of my Heart (1990)

### Singoli selezionati inclusi temi strumentali
- Artists United For Nature: Yes We Can (1989) (7" & CD incl. instrumental version)
- Harold Faltermeyer: Axel F (1984) (7" incl. Shoot Out)
- Harold Faltermeyer: The Race Is On / Starlight Express (1987)
- Harold Faltermeyer & Steve Stevens: Top Gun Anthem (1986) (incl. Memories)
- Glen Frey: The Heat Is On (1984) (7" incl. Shoot Out)
- Patti LaBelle: Stir It Up (1984) (7" incl. The Discovery)
- Marietta: Fire And Ice (1986) (7" & 12" incl. instrumental dub version)
- Chris Thompson: The Challenge (Face It) (Wimbledon 1989 theme, 7" & CD incl. instrumental version)

### Pubblicazioni da solista
- Harold F (1987)
- Worldhits (1988?) (Arrangiamenti strumentali di canzoni famose)
- Harold Faltermeyer feat. Joe Pizzulo: Olympic Dreams (1992) (CD single)

### Raccolte
- Portrait of Harold Faltermeyer: His Greatest Hits (2003 double CD)
- Movie Greats (1986)
- Stephanie Mills: The Collection (1990)